# Lizos Music

Lizos Music est une maison de disques mexicaine et américaine de langue espagnole fondée par  Sergio Lizárraga Lizárraga  en 2014. Son siège social est situé à Mazatlán. La structure possède des agences en Californie (depuis 2015), dans l'État de New York et dans le Névada.
Lizos Music  a été créée, à l'origine, pour organiser la promotion et les publications de Banda MS. Lizos Music est une maison de disques, essentiellement destinée à la promotion et à la diffusion d'artistes de Musique régionale mexicaine. Elle a aussi des activités de management et de représentation des intérêts d'artistes.

## Chronique
En 2020, Lizos Music a noué une alliance avec Sony Music Latin qui distribue son catalogue.
En mars 2021, Lizos Music a créé le label Room 28 spécialisé dans la musique-pop et la musique urbaine. Le label sera animé notamment par  son associé, l'auteur-compositeur de Tribal Mario Barrón qui a produit les simples de l'influenceuse Kenia Os. Le premier simple publié par le label est « Maviri » de l'influenceuse mexicaine Mont Pantoja,. Le simple a rapidement atteint plus de 7 millions de vues sur YouTube. Le label prévoit par ailleurs de publier les œuvres de Brianda Lizárraga Osuna, fille de Sergio Lizárraga et de son épouse Judith Osuna.
Le 8 mars 2021, Lizos Music et la Banda La Misma Tierra ont annoncé, d'un commun accord, la fin de leur collaboration.

## Artistes
- Alex Coppel.
- Banda la Contagiosa.
- Banda la Misma Tierra.
- Banda Legal.
- Banda MS.
- Gente de Maza.
- Grupo Punto Final
- Marilyn Odesa.
- Los 2 de la S

## Popularité
| Média     | Chaîne      | Date         | Nombre d'abonnés ou d'auditeurs | Nombre de vues ou de téléchargements |
| --------- | ----------- | ------------ | ------------------------------- | ------------------------------------ |
| YouTube   | Lizos Music | 7 avril 2021 | 6 320 000                       | 7 480 757 717                        |
| YouTube   | Lizos Films | 7 avril 2021 | 9 130                           | 510 633                              |
| Instagram | Lizos Music | 9 avril 2021 | 43 400                          |                                      |
| Facebook  | Lizos Music | 9 avril 2021 | 164 601                         |                                      |
| Twitter   | Lizos Music | 9 avril 2021 | 5 579                           |                                      |

## Sources
Ressources en ligne
- (en) Shirley N. Weber, « LIZOS MUSIC INC », sur CBS California Business Search, California Business Search, Sacramento, California Secretary of State, 6 avril 2021.
- (en) « Lizos Music NV Inc. », sur Open Corporates, London, OpenCorporates, 25 février 2020
- (es) Alex Gallardo, « Lizos Music firma alianza estratégica con Sony Music Latin », sur Sony Music US Latin, 27 avril 2020.
- (en) Griselda Flores, « Sergio Lizárraga Launches Pop-Urban Record Label Room 28: Exclusive », sur Bilboard, Billboard, New York, Billboard Media, LLC., 16 mars 2021.
- (es) Fernando Espinoza, « Sergio Lizárraga crea Room 28, un espacio para apoyar al género urbano : El líder de Banda MS anuncia que abrirá un nuevo sello discográfico llamado Room 28, en el que tendrá espacio para estrellas del género urbano y el pop », Noroeste, Culiacán, Mazatlán, Editorial Noroeste S.A. de C.V., 17 mars 2021.
- (es) Claudia Peralta, « Banda La Misma Tierra concluye relación laboral con Lizos Music », sur Claudia Peralta, Culiacán, Sinaloa, Claudia Peralta, 14 mars 2021.